# Europameisterschaften im Modernen Fünfkampf 2000
Die Europameisterschaften im Modernen Fünfkampf 2000 wurden in Székesfehérvár, Ungarn, ausgetragen. Zum ersten Mal in der Geschichte der Kontinentalmeisterschaft ermittelten Herren und Damen in einer gemeinsamen Veranstaltung die Europameister.
Deutschland sicherte sich zwei Podiumsplätze. Die Herrenmannschaft und die Damenstaffel wurden jeweils Vizeeuropameister.

## Herren

### Einzel
| Platz | Land     | Sportler       |
| ----- | -------- | -------------- |
| 1     | Estland  | Imre Tiidemann |
| 2     | Rumänien | Nicolae Papuc  |
| 3     | Rumänien | Adrian Toader  |

### Mannschaft
| Platz | Land        | Sportler                                        |
| ----- | ----------- | ----------------------------------------------- |
| 1     | Russland    | Alexei Turkin Dennis Stoikow Rustem Sabirchusin |
| 2     | Deutschland | Jan Veder Sebastian Dietz Oliver Strangfeld     |
| 3     | Frankreich  | Olivier Ibanès Christophe Ruer Raphaël Astier   |

### Staffel
| Platz | Land       | Sportler                                        |
| ----- | ---------- | ----------------------------------------------- |
| 1     | Ungarn     | Ákos Hanzély Gábor Balogh Péter Sárfalvi        |
| 2     | Frankreich | Olivier Clergeau Christophe Ruer Olivier Ibanès |
| 3     | Schweden   | Erik Johansson Björn Johansson Fredrik Svensson |

## Damen

### Einzel
| Platz | Land                   | Sportlerin       |
| ----- | ---------------------- | ---------------- |
| 1     | Ungarn                 | Zsuzsanna Vörös  |
| 2     | Vereinigtes Königreich | Stephanie Cook   |
| 3     | Russland               | Tatjana Muratowa |

### Mannschaft
| Platz | Land                   | Sportlerinnen                                     |
| ----- | ---------------------- | ------------------------------------------------- |
| 1     | Ungarn                 | Csilla Füri Zsuzsanna Vörös Bea Simóka            |
| 2     | Vereinigtes Königreich | Georgina Harland Sian Lewis Stephanie Cook        |
| 3     | Frankreich             | Anouk Saint Jours Caroline Delemer Axelle Guiguet |

### Staffel
| Platz | Land                   | Sportlerinnen                                      |
| ----- | ---------------------- | -------------------------------------------------- |
| 1     | Vereinigtes Königreich | Kate Allenby Georgina Harland Stephanie Cook       |
| 2     | Deutschland            | Thora Meyer-Efland Christianne Casimir Kim Raisner |
| 3     | Ungarn                 | Bea Simóka Nóra Simóka Vivien Máthé                |

## Medaillenspiegel
| Platz | Land                   | Goldmedaille | Silbermedaille | Bronzemedaille |
| ----- | ---------------------- | ------------ | -------------- | -------------- |
| 1     | Ungarn                 | 3            | –              | 1              |
| 2     | Vereinigtes Königreich | 1            | 2              | –              |
| 3     | Russland               | 1            | –              | 1              |
| 4     | Estland                | 1            | –              | –              |
| 5     | Deutschland            | –            | 2              | –              |
| 6     | Rumänien               | –            | 1              | 2              |
| 7     | Frankreich             | –            | 1              | 1              |
| 8     | Schweden               | –            | –              | 1              |